# Houtbaai
Houtbaai este un oraș din provincia Wes-Kaap, Africa de Sud.